# Jang Won-young
Jang Won-young (en hangul, 장원영; en hanja, 張員瑛; Seúl, 31 de agosto de 2004), conocida por el monónimo Wonyoung, es una cantante y modelo surcoreana. Participó en el programa de competiciones Produce 48, alzándose con el primer lugar, para pasar luego a formar parte del grupo femenino Iz*One. Actualmente es miembro del grupo Ive de la compañía Starship Entertainment.

## Primeros años y estudios
Jang Won-young nació en Seúl el 31 de agosto de 2004.
Después de unirse a Iz*One, Off the Record anunció la intención tanto de ella como de sus padres de que sus estudios prosiguieran desde casa para enfocarse en su carrera profesional. Como consecuencia, dejó la escuela secundaria y tomó el examen de calificación, en el cual consiguió un puntaje perfecto en las asignaturas de coreano, inglés y matemática.
Estudió en la Escuela de Artes Escénicas de Seúl, donde se graduó el 9 de febrero de 2023.

## Carrera

### 2018-2021:Produce 48, Iz*One y trabajo como presentadora
Entre junio y agosto del año 2018, Jang representó a la compañía Starship Entertainment junto a An Yu-jin y Cho Ka-hyeon en el programa de televisión Produce 48. Finalizó en primer lugar, por lo que pasó a formar parte del nuevo grupo de chicas Iz*One.
El debut de Iz*One, ocurrido el 29 de octubre de 2018 con el EP Color*Iz, significó un inmediato éxito, llevando al grupo a alzarse con el galardón de Nuevo artista del año en múltiples ceremonias, incluyendo los Golden Disc Awards y Seoul Music Awards.
Con la separación del grupo, acontecida en abril de 2021, Jang volvió a su rol de aprendiz en Starship junto con su compañera An-Yujin. En septiembre del mismo año, fue anunciada como presentadora para Music Bank junto a Park Sung-hoon. Su contrato fue extendido en septiembre de 2022. También fue elegida para presentar los Asia Artist Awards en 2021 y 2022, al igual que el KBS Song Festival de 2022.

### 2021-presente: Ive
El 4 de noviembre de 2021, Starship reveló que Wonyoung sería una de las seis chicas que habrían de conformar su nuevo grupo, Ive. Debutó el 1 de diciembre de ese año, con el álbum sencillo Eleven.

## Modelaje
En 2018, todavía durante su etapa de aprendiz en Starship, Jang fue elegida como modelo para un video musical patrocinado por Pepsi Korea llamado «Love it Live it», junto con YDPP y Park Sun.
Mientras fue parte de Iz*One, Jang apareció como modelo promocional en diversas revistas, incluyendo Beauty Plus, Vogue Korea y Elle Korea, publicitando varias reconocidas marcas de productos de belleza como Dior, Miu Miu y Laura Mercier.
En mayo de 2022, Wonyoung fue anunciada oficialmente como la nueva modelo de SK Telecom. En junio del mismo año, fue elegida como modelo junto con su compañera Leeseo para una campaña de Pepsi con temática de K-pop. Dicha campaña fue revelada por Starship Entertainment como una colaboración entre Ive, Cravity y Oh My Girl para un video promocional llamado «Blue & Black» («Azul y Negro», en español).
Otras marcas que ha publicitado desde entonces incluyen Hapa Kristin (lentes de contacto), Fred Joaillier (joyería), GOSPHERES (artículos de golf), Suecomma Bonnie (calzado) y la marca coreana de ropa casual de lujo SJSJ.
En 2024, es presentada como nueva cara para la línea Tommy Jeans de la reconocida marca global Tommy Hilfiger. 

## Filmografía

### Televisión
| Año       | Programa                       | Papel        | Notas                           | Ref.          |
| --------- | ------------------------------ | ------------ | ------------------------------- | ------------- |
| 2018      | Produce 48                     | Concursante  | Terminó en primer lugar         | [ 5 ]         |
| 2019      | Happy Together                 | Presentadora | Con Kim Min-ju                  | [ 25 ]        |
| 2021-2023 | Music Bank                     | Presentadora | Con Sung-hoon                   | [ 7 ]         |
| 2021      | 6th Asia Artist Awards         | Presentadora | Con Leeteuk                     | [ 26 ]        |
| 2021      | 11th KBS Song Festival         | Presentadora | Con Arin, Soobin y Sung-hoon    | [ 27 ]        |
| 2022      | 7th Asia Artist Awards         | Presentadora | Con Leeteuk                     | [ 10 ]        |
| 2022      | 12th KBS Song Festival         | Presentadora | Con Kim Shin-young y Na In-woo  | [ 28 ]        |
| 2023      | KCON LA                        | Presentadora | Con Rain y Bang Chan            | [ 29 ]        |
| 2023      | 8th Asia Artist Awards         | Presentadora | Con Kang Daniel y Sung Han-bin  | [ 30 ]        |
| 2023      | KBS Music Bank Global Festival | Presentadora | Con Rowoon                      | [ 31 ]        |
| 2024      | 9th Asia Artist Awards         | Presentadora | Con Ryu Jun-yeol y Sung Han-bin | [ 32 ] [ 33 ] |
| 2024      | KBS Music Bank Global Festival | Presentadora | Con Zico y Kim Young-dae        | [ 34 ]        |

### Videos musicales
| Título                                                     | Año  | Director(es)                     | Duración | Ref.   |
| ---------------------------------------------------------- | ---- | -------------------------------- | -------- | ------ |
| «Blue & Black» (con Leeseo, Hyojung, Arin, Serim y Jungmo) | 2022 | Choi Young-ji (PINKLABEL VISUAL) | 3:37     | [ 35 ] |

#### Apariciones en videos musicales
| Año  | Título            | Artista | Ref.   |
| ---- | ----------------- | ------- | ------ |
| 2018 | «Love it Live it» | YDPP    | [ 13 ] |

## Premios y nominaciones
| Ceremonia                | Año  | Categoría                                             | Resultado | Ref.   |
| ------------------------ | ---- | ----------------------------------------------------- | --------- | ------ |
| KBS Entertainment Awards | 2021 | Mejor pareja (con Park Sung-hoon)                     | Ganadora  | [ 36 ] |
| KBS Entertainment Awards | 2021 | Premio Rookie en la categoría de espectáculo/variedad | Nominada  | [ 37 ] |
| Korea Youth Hope Awards  | 2022 | Korea Youth Hope Award (entretenimiento)              | Ganadora  | [ 38 ] |
| Asia Artist Awards       | 2023 | Asia Celebrity (con Le Sserafim y NewJeans)           | Ganadora  | [ 39 ] |
| Asia Artist Awards       | 2024 | Asia Celebrity                                        | Ganadora  | [ 40 ] |
| Asia Artist Awards       | 2024 | Queen of AAA                                          | Ganadora  | [ 40 ] |